# Qualea themistoclesii
Qualea themistoclesii är en tvåhjärtbladig växtart som beskrevs av Adolpho Ducke. Qualea themistoclesii ingår i släktet Qualea och familjen Vochysiaceae. Inga underarter finns listade i Catalogue of Life.